# Carthage (Arkansas)
Pour les articles homonymes, voir Carthage (homonymie).
Carthage est une petite ville située dans le Comté de Dallas en Arkansas. 
La population était de 343 habitants en 2010.

## Démographie
| 1910 | 1920 | 1930 | 1940 | 1950 | 1960 |
| ---- | ---- | ---- | ---- | ---- | ---- |
| 386  | 532  | 558  | 687  | 533  | 528  |

| 1970 | 1980 | 1990 | 2000 | 2010 | - |
| ---- | ---- | ---- | ---- | ---- | - |
| 566  | 568  | 452  | 442  | 343  | - |